# Florent van Aubel
Florent van Aubel (25 de outubro de 1991) é um jogador de hóquei sobre a grama belga, medalhista olímpico

## Carreira
Florent van Aubel integrou o elenco da Seleção Belga de Hóquei Sobre Grama, nas Olimpíadas de 2012 e 2016. No Rio 2016 foi medalha de prata. Nos Jogos Olímpicos de Verão de 2020, consagrou-se campeão e conseguiu a medalha de ouro.